# Phalacropterix bruandi
Phalacropterix bruandi är en fjärilsart som beskrevs av Lederer 1855. Phalacropterix bruandi ingår i släktet Phalacropterix och familjen säckspinnare. Inga underarter finns listade i Catalogue of Life.